# Platz der Partnerschaft

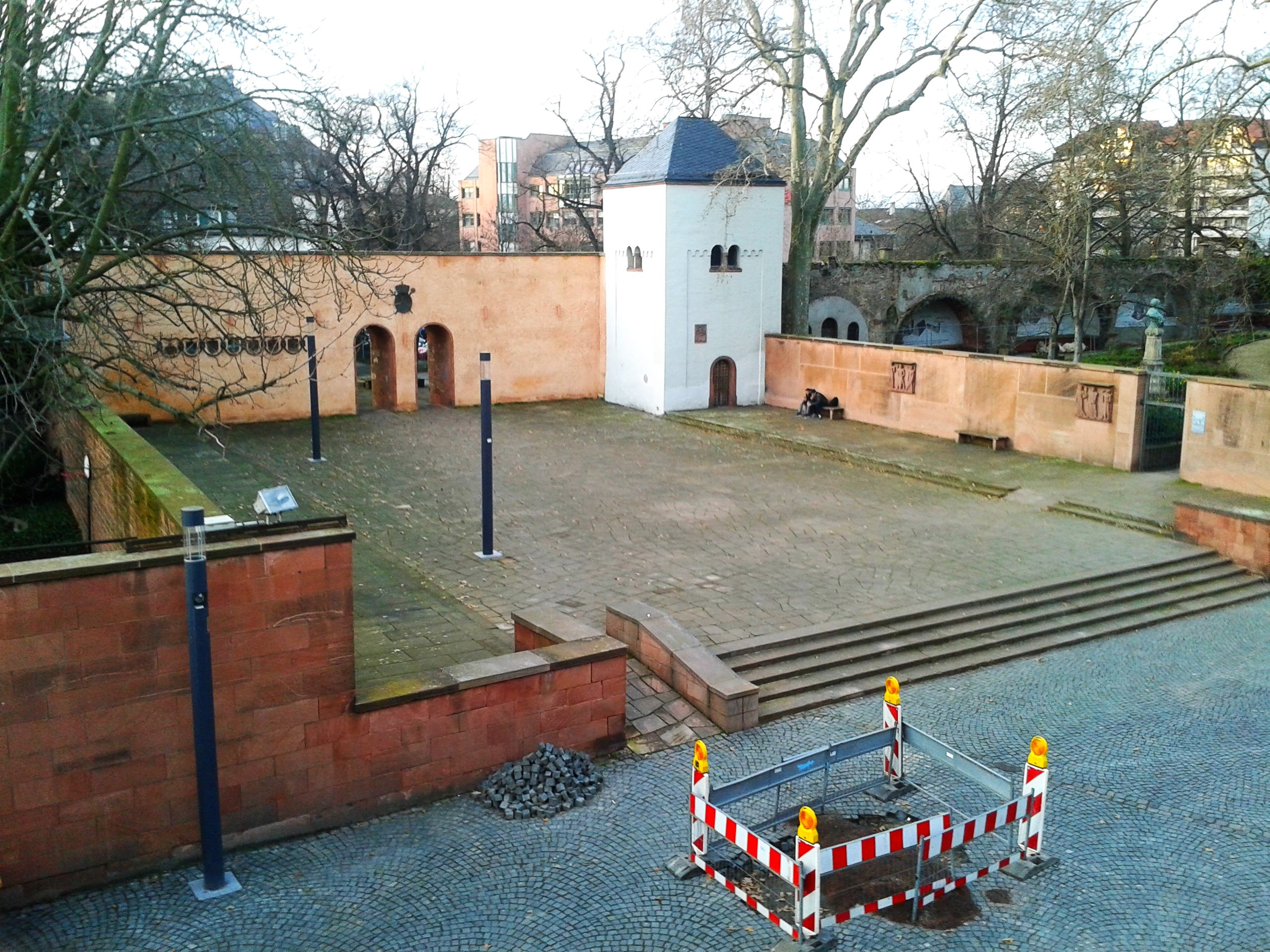
Platz der Partnerschaft

Der Platz der Partnerschaft ist ein auf der Westseite des Wormser Doms gelegener Platz in der rheinland-pfälzischen Stadt Worms. Er wurde 1935 als Platz der Nation für Aufmärsche der NSDAP und der Wehrmacht angelegt.

## Lage
Der Platz der Partnerschaft liegt unmittelbar westlich des Doms. Nordöstlich liegt der Garten des Kunsthauses Heylshof, im Nordwesten wird er begrenzt durch Reste der mittelalterlichen Stadtbefestigung. In die Nordecke des Platzes ragt ein um 1875 bei der Anlage des Heyl’schen Gartens erbauter neuromanischer Turm.

## Geschichte
Ursprünglich befanden sich auf dem Gelände die Remisen und Stallungen des Heylshofs. Sie wurden 1935 bei der Anlage des „Platzes der Nation“ abgebrochen, der als Aufmarschplatz der Wormser NSDAP und der in Worms stationierten Wehrmachtseinheiten diente. Im Jahr 1937 wurden dort die Wehrmachtsrekruten vereidigt.
Nach dem Zweiten Weltkrieg erhielt der Platz den heutigen Namen „Platz der Partnerschaft“. Der Platz hat sein Aussehen seit seiner Anlage im Jahr 1935 nicht grundlegend verändert. Allerdings wanderte in den 1970er oder Anfang der 1980er Jahre der „über der Dompforte angebrachte Sandsteinadler [...] – nach gründlichem Abwägen über den Verbleib oder Nichtverbleib – als Monument seiner Entstehungszeit in den Museumshof“. Der Platz dient heute als Veranstaltungsort beispielsweise des Jazzfestivals Worms: Jazz and Joy. Die Beleuchtung des Platzes wurde im Jahr 2014 für 66.000 Euro modernisiert.

## Beschreibung

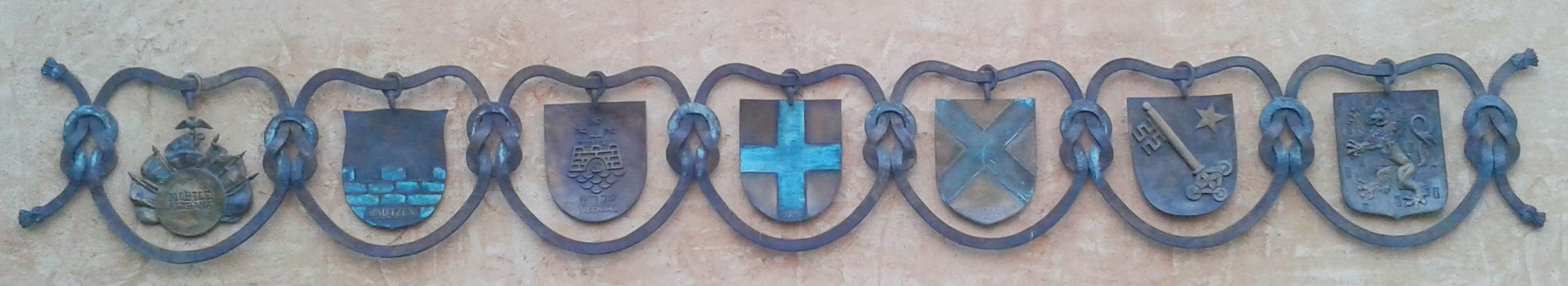
Wappen der Partnerstädte (von links): Mobile, Bautzen, Tiberias, Parma, St Albans, Worms, Auxerre

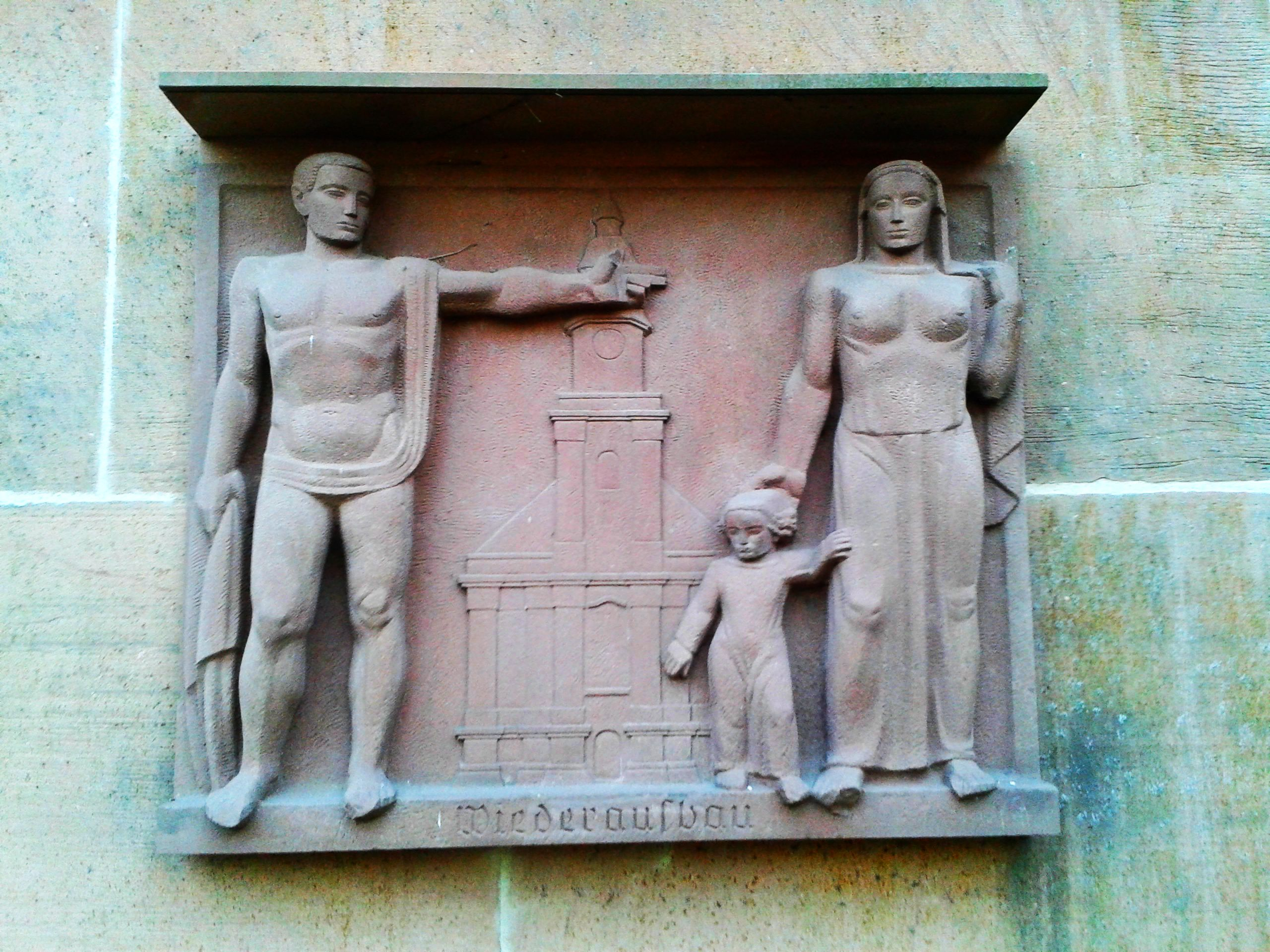
Steinrelief Wiederaufbau

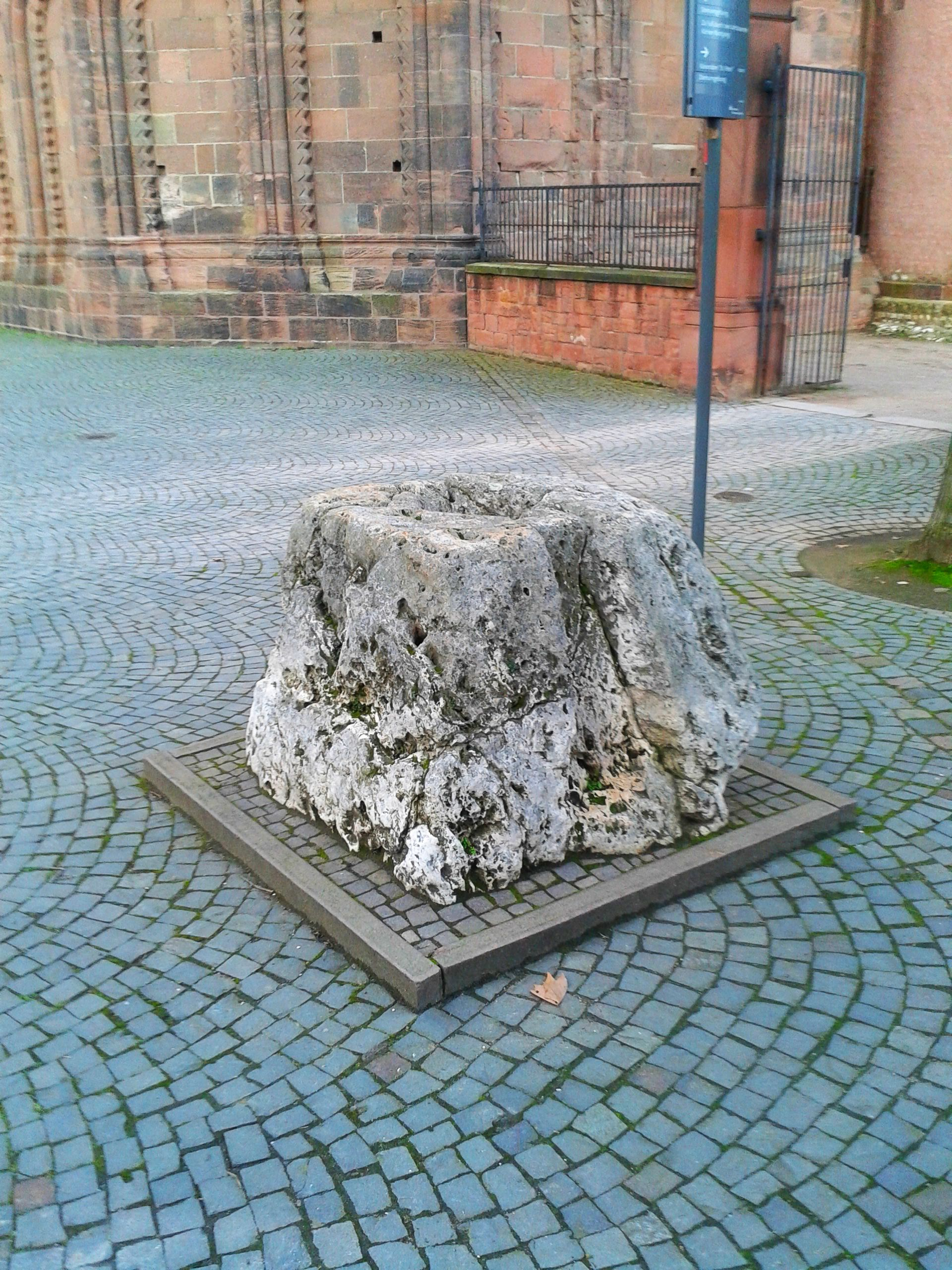
Siegfriedstein

Die Platzanlage besteht aus zwei Teilen: dem langrechteckigen, ungefähr auf den Westchor des Doms gerichteten eigentlichen Platz der Partnerschaft sowie einer ungefähr quadratischen Platzfläche direkt am Dom, die etwa 1 m tiefer liegt.
Der obere Platzteil wird auf der Nordwestseite von der Stadtmauer abgeschlossen, durch die 1935 ein rundbogiges Doppelportal gebrochen wurde, über dem ein Steinrelief des Reichsadlers angebracht war, das nach 1945 entfernt wurde. Heute befindet sich seitlich neben dem Portal ein Metallrelief mit den Wappen von Worms und den Partnerstädten. Die nord- und südöstlichen Platzwände werden durch rote Sandsteinmauern gebildet, in die fünf Reliefs zur Stadtgeschichte eingelassen sind. Ursprünglich waren an den Seitenwänden außerdem Fackelhalter und Bronzereliefs mit Sinnsprüchen montiert. Der mit ebenfalls roten Sandsteinplatten belegte Boden des Platzes ist vor den Seitenwänden um je zwei Stufen erhöht, so dass der Eindruck eines dreiteiligen Platzes entsteht. Die Seitenflügel schließen durch Mauern emporenähnlich zum unteren Platzteil ab, während der Mittelteil diesen über eine Freitreppe anbindet, heute durch eine Rampe ergänzt.
Die fünf Sandsteinreliefs des Künstlers Albrecht Glenz zeigen verschiedene Momente der Wormser Stadtgeschichte:
- „Kriemhild – Siegfried – Giselher“ verweisen auf das Nibelungenlied.
- „Kasp. Sturm – Luther – Ulrich v. Hutten“ erinnern an den Reichstag zu Worms von 1521.
- „Wiederaufbau“ – Hinter dem Halbrelief einer Familie ist die Silhouette der Dreifaltigkeitskirche zu erkennen, die nach der Stadtzerstörung von 1689 im Pfälzischen Erbfolgekrieg erbaut wurde.
- „Bischof Burchard – Kanzler“ ließ den Dom neu errichten und ordnete die Verantwortung für die Stadtmauer.
- „Arbeiter – die Alte Münze – Bürger“ verweisen auf die Blütezeit der Stadt im späten Mittelalter und der frühen Neuzeit.

Die nach dem Zweiten Weltkrieg entfernten sechs Texttafeln nahmen in von Friedrich Maria Illert formulierten Sinnsprüchen die Themen der Sandsteinreliefs auf und betonten die weltgeschichtliche Bedeutung der Stadt Worms und das Deutschtum. So lautete der Spruch zum Sandsteinrelief „Wiederaufbau“:
Als Cäsars Legionen 58 vor Christus den Rhein erreichten, stand bereits Worms.

1689 zerstörte Melac auf Geheiß Ludwigs 14. die Stadt. Deutscher, merke Dir:

Zwietracht im Volk und Schwäche des Reiches führen zum Untergang.
Auf dem mit Granitpflaster versehenem unterem Platzteil befindet sich ein als „Siegfriedstein“ bezeichneter Kelterstein. Er wurde unter dieser Bezeichnung erstmals 1611 erwähnt und ist damit das älteste Denkmal für Siegfried bzw. die Nibelungen in Worms.